# لعبة الحب (فلم)
لعبة الحب فيلم مصري من إنتاج عام 2006.
تاريخ صدور الفيلم يوافق عشية عيد الفطر في مصر 1427 هـ.

## قصة الفيلم
ليلى التي يتخلَّى عنها حبيبها طبيب الأسنان بسبب تحررها الزائد، وتجمعها محطة مصر للقطارات بـ«عصام» الذي يعيش حياة زوجية رتيبة ومتوترة مع زوجته «حنان» التي ارتبط بها عن دون حب ينجذب عصام لليلى بعد أن تلتحق للعمل كمصممة أزياء في الشركة التي يعمل بها بقسم التسويق، وتتعمَّق علاقتهما ببعض، ويقوم عصام بتطليق زوجته حنان، إلاَّ أنه بعد فترة يقرر الانفصال عن ليلى مما يشعرها بالمهانة الشديدة، وتقرر السفر إلى الإسكندرية لمحاولة تدارك تجربتها القاسية.

## الممثلون
- هند صبري
- خالد أبو النجا
- بسمة
- بشرى
- محمد سليمان
- معتز التوني
- منة شلبي

## روابط خارجية
- مقالات تستعمل روابط فنية بلا صلة مع ويكي بيانات